# Jakob Engler
Pour les articles homonymes, voir Engler.
Jakob « Joggi » Engler, né le 15 mars 1933 à Urnäsch et mort le 27 février 2025 à Oberwil, est un sculpteur suisse.

## Biographie
Jakob Engler effectue un apprentissage de sculpteur sur bois auprès d'Eugen Bach et d'Emil Weidmann (le père de Hans Weidmann) de 1948 à 1952. De 1954 à 1955, Engler suit le cours de sculpture à l'École nationale supérieure des beaux-arts de Paris. En 1956, il travaille auprès de Josef Lutz et partage son premier atelier avec son ami sculpteur Mario Bollin. À partir de 1957, Engler travaille comme sculpteur sur bois indépendant et suit le cours de sculpture de Johannes Burla à l'École générale des métiers de Bâle.

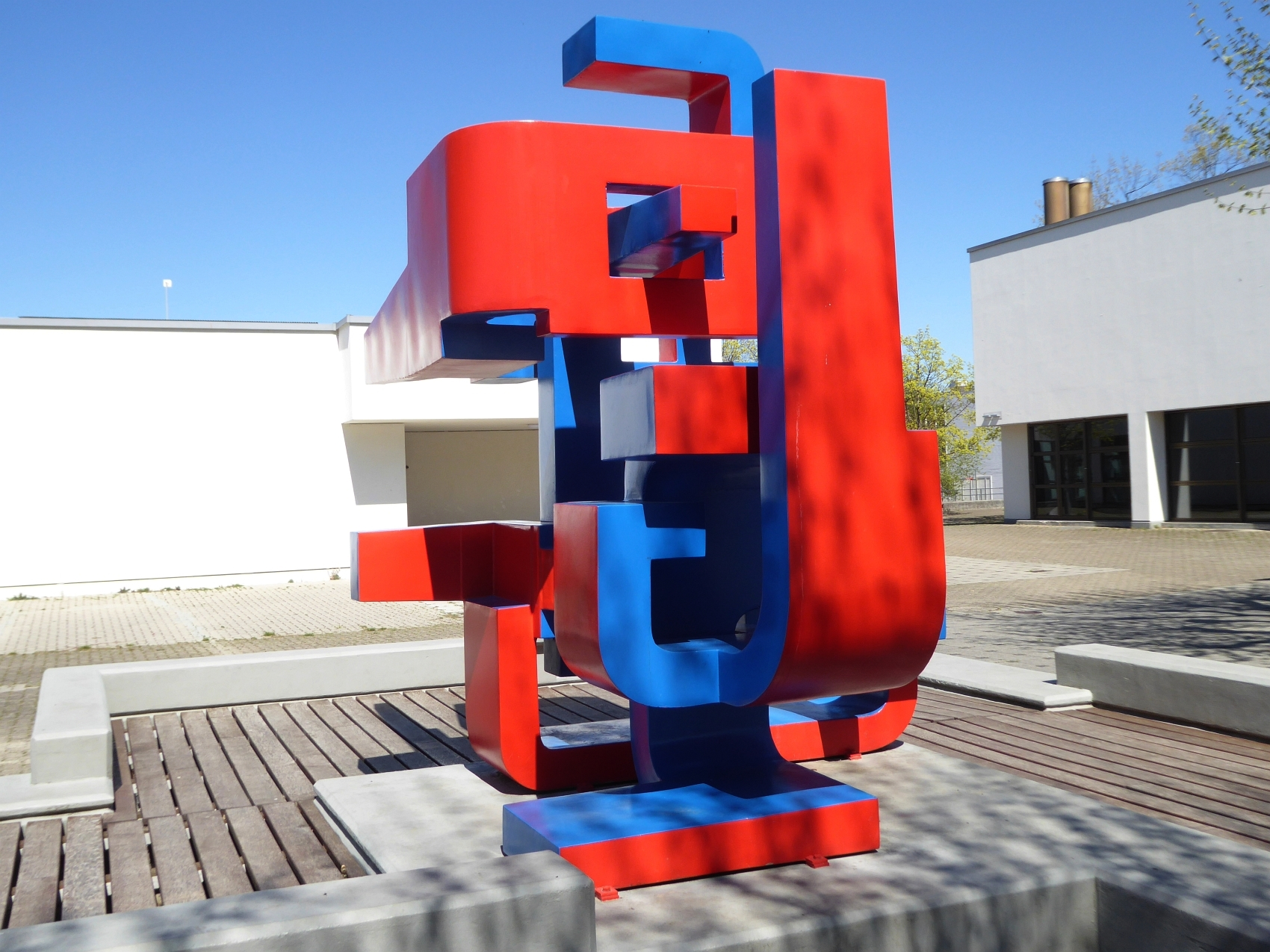
Dra-Dri-Druf-Drab, 1971-1972

En 1958, il épouse Lotti Helfe et abandonne la sculpture sur bois en 1959 pour se consacrer entièrement aux beaux-arts. Les premières sculptures en fer et en bronze sont créées en 1960. En 1962, Engler présente ses œuvres lors d'une exposition personnelle à New York et en 1963 à Bâle. En 1968, il s'installe dans l'atelier des artistes du canton de Bâle-Ville à la Cité internationale des arts de Paris. Au cours de son séjour d'étude, il réussit à se détacher de ses modèles. Les premières sculptures en plastique colorées sont créées et acquises par les collections publiques d'art à partir de 1970.
Devant fermer son atelier personnel, il participe en 1978 à la création de la coopérative d'ateliers de la Société des peintres et sculpteurs suisses à Birsfelden. En 1988, il emménage dans son troisième atelier à Ullastret. Le nouvel environnement encourage Engler à travailler également comme céramiste.
À partir de 1970, Engler reçoit des prix lors de concours, dont le premier prix au concours international de Klagenfurt en 1984. En 1992, il reçoit le prix artistique de la Banque cantonale de Bâle-Campagne.